# Urlați
Urlați este un oraș în județul Prahova, Muntenia, România, format din localitățile componente Arioneștii Noi, Arioneștii Vechi, Cherba, Jercălăi, Mărunțiș, Orzoaia de Jos, Orzoaia de Sus, Schiau, Ulmi, Urlați (reședința), Valea Bobului, Valea Crângului, Valea Mieilor, Valea Nucetului, Valea Pietrei, Valea Seman și Valea Urloii.
Cele mai multe localități componente pornesc ca niște raze, din localitatea eponimă aflată în centru. 
Conform celor de la Evidența Populației în septembrie 2021, orașul are o populație de 11.583 de locuitori.

## Etimologie
Potrivit Dicționarului terminologic și de regionalisme (DTSR) din 1872, numele cel mai vechi atestat a fost al unei cetăți Stenota. Din cetate au rămas ruine.
Autorii DGJPh, ediția 1897 (p. 601) au încercat să explice etimologic toponimul Urlați prin aceea denumirea urlătoare dată târgului, spre care locuitorii din zonă coborau de pe dealurile învecinate.
Urlați ar putea să fie însă o derivare a traducerii din slavă a hidronimului Cricov (din krik "strigăt", "urlet"). Ar fi și o versiune etimologică maghiară: Urlați ar reprezenta o adaptare românească a termenului maghiar Váralatt "Subcetate" (aceeași etimologie o au toponimele Orlat, Urlat). Urlați a fost până cel târziu în 1645 reședința unui fost județ Săcuieni, iar numele Secuieni ar sugera imigrarea medievală a unor elemente etnice maghiare din scaunele secuiești.
Nicolae Iorga, în volumul său de Documente urlățene, publicat inițial în cadrul Buletinului Comisiei Istorice a României, în 1927 (editat apoi și în extras), își punea întrebarea: "de unde-i vine acest nume?", pe care l-a catalogat în altă parte drept numele-poreclă indescifrabil . Și tot el răspunde:
"Etimologia care s-ar prezenta la început ar pune numele în legătură cu verbul a urla. Dar aceasta n-ar avea nici un sens. Trebuie căutat aiurea. Am găsit și forma Orlați. Aceasta ne-ar trimite la radicalul Orlu, Orlea, constatat și aiurea. Finala ar fi cea slavonă -aț, care se întâlnește, e drept, în alte regiuni, cele de lângă Dunărea sârbească (de fapt bulgărească – n.n), de la Romanațul nostru (să nu fie și Galații de aceeași origine?) până la Craguievațul și Crușevațul sârbilor".

## Geografie
Urlați este un oraș situat în zona colinară a Dealului Mare, pe valea Cricovului Sărat și pe dealurile din preajmă. Se învecinează, la nord-est, cu comuna Ceptura, la sud-est, cu com. Tomșani, la sud, cu com. Albești Paleologu, la sud-vest, cu com. Valea Călugărească, la vest, cu com. Plopu, iar la nord, cu com. Iordăcheanu.

## Demografie
Componența etnică a orașului Urlați
     Români (87,75%)
     Alte etnii (0,85%)
     Necunoscută (11,4%)
Componența confesională a orașului Urlați
     Ortodocși (86,99%)
     Alte religii (1,14%)
     Necunoscută (11,87%)
Conform recensământului efectuat în 2021, populația orașului Urlați se ridică la 10.131 de locuitori, în scădere față de recensământul anterior din 2011, când fuseseră înregistrați 10.541 de locuitori. Majoritatea locuitorilor sunt români (87,75%), iar pentru 11,4% nu se cunoaște apartenența etnică. Din punct de vedere confesional, majoritatea locuitorilor sunt ortodocși (86,99%), iar pentru 11,87% nu se cunoaște apartenența confesională.

### Evoluție istorică
Evoluția demografică a avut următoarea evoluție:
| Anul | Nr.loc. | Anul | Nr.loc. | Anul | Nr.loc. |
| 1830 | 400     | 1948 | 6.661   | 1992 | 12.309  |
| 1860 | 1.645   | 1956 | 8.658   | 2002 | 11.776  |
| 1872 | 2.570   | 1960 | 9.003   | 2011 | 10.064  |
| 1889 | 3.659   | 1965 | 9.514   |      |         |
| 1897 | 4.500   | 1970 | 9.739   |      |         |
| 1912 | 4.440   | 1975 | 10.220  |      |         |
| 1930 | 4.889   | 1980 | 11.099  |      |         |
| 1941 | 6.555   | 1984 | 11.640  |      |         |

Ocupația lor de bază era viticultura, agricultura, apicultura, sericicultura, creșterea animalelor, iar în veacul trecut și munca în industrie.
|  | Graficele sunt indisponibile din cauza unor probleme tehnice. Mai multe informații se găsesc la Phabricator și la wiki-ul MediaWiki. |

Date: Recensăminte sau birourile de statistică - grafică realizată de Wikipedia

## Climă
Clima este temperat continentală, specifică dealurilor subcarpatice și caracterizata prin ierni blande și veri moderate calde, cu umiditate relativă suficientă. Orașul Urlați este situat într -o zonă cu climat temperat continental, caracterizat prin următoarele valori :
- Temperatura medie anuală este de + 10 °C
- Temperatura minimă absolută este de - 29 °C
- Temperatura maxima absolută este de + 39,4 °C
- Temperatura medie multianuală a aerului în lunile ianuarie și iulie este de 30 °C, respectiv + 22 °C
- Adâncimea de îngheț: Cca. 0,90 m

Vânturile dominante bat din N, N-E și E.
Zona în care se află situat orașul Urlați este favorabilă din toate punctele de vedere dezvoltării agriculturii, viticulturii și pomiculturii.

## Politică și administrație
Orașul Urlați este administrat de un primar și un consiliu local compus din 17 consilieri. Primarul, Marian Măchițescu[*], de la Partidul Național Liberal, este în funcție din 2004. Începând cu alegerile locale din 2024, consiliul local are următoarea componență pe partide politice:
|  | Partid                          | Consilieri | Componența Consiliului | Componența Consiliului | Componența Consiliului | Componența Consiliului | Componența Consiliului | Componența Consiliului | Componența Consiliului |
|  | ------------------------------- | ---------- | ---------------------- | ---------------------- | ---------------------- | ---------------------- | ---------------------- | ---------------------- | ---------------------- |
|  | Partidul Național Liberal       | 7          |                        |                        |                        |                        |                        |                        |                        |
|  | Partidul Social Democrat        | 6          |                        |                        |                        |                        |                        |                        |                        |
|  | Alianța pentru Unirea Românilor | 2          |                        |                        |                        |                        |                        |                        |                        |
|  | Partidul S.O.S. România         | 2          |                        |                        |                        |                        |                        |                        |                        |

## Istorie
Urme arheologice din neolitic și epoca bronzului, descoperite pe dealul Merez din Valea Urloi, certifică existența unor așezări din trecutul îndepărtat.
În toamna anului 1968, în curtea Liceului din Urlați, prin săpături întâmplătoare, a fost descoperit un schelet și trei nasturi de cupru, realizați, în tehnica secolului al XIV-lea, mărturii istorice pentru actuala vatră a târgului.
Documentar însă Urlațiul este atestat pentru prima oară într-un hrisov semnat de Neagoe Basarab, la 16 martie 1515, prin care voievodul întărea mai multe ocine mânăstirii Snagov și în care printre martori se afla și boierul Oancea din Urlați.
A doua mențiune documentară, cunoscută nouă, este hrisovul din 1527 - 1528, semnat de Radu de la Afumați, prin care voievodul reconfirma aceleiași mânăstiri dealul cu viile de la Poiana (în Valea Călugărească ) și Valea Călugărilor a patra parte, cât ține ocina până în apa Teleajenului, cu vinăriciul (impozitul pe cârciumi – n.n) și perperii (impozitul pe buțile de vin și puținele cu struguri), partea domnească și un vad de moară în Cârciumari pe Cricov. Întocmirea hrisovului se făcuse pe baza cercetării făcute la fața locului de Stoica din Cozleci însoțit de boierii: Oancea din Urlați (același de mai sus), Șoplea și Miclea din Șoplești, Dragomir din Cozleci, Craina din Stăncești, Grozea din Pădure (lângă Plopu) .
Registrele vamale  ale Brașovului din 1545, care țineau evidența târgoveților din Țara Românească, veniți pentru tranzacții comerciale cu negustorii brașoveni, menționează pe un anume Stan din Urlați, printre comercianții din alte localități prahovene: Gherghița, Târgșor, Breaza, Slănic, Comarnic, Filipești, Văleni .

## Educație și cultură
În Urlați a început să se învețe carte abia din 1860, se știe din nizamul (regulamentul) lui Ioan Gheorghe Caradja, emis la 1 decembrie 1817 că pentru școala din localitate era prevăzut "un dascăl de rumânește" (ȘP, 20). Nizamul prevedea, printre altele, că puteau fi primiți la școala domnească din orice clasă socială... fie cler, fie din boieri sau negustori sau din orice altă clasă (Ibidem, 21). Nu știm cum și nici cât a funcționat această școală, dar se știe că în 1838, când se pun bazele învățământului public în Țara Românească (Eforia Școalelor prin adresa nr. 109/4 februarie 1838 mulțumea Vorniciei din Lăuntru'(0 Ministerului de Interne), pentru măsurile luate în vederea deschiderii școlilor sătești – , era învățător Ilie Negoiță (funcționa și în 1845), pentru Urlați și Valea Nucetului, Șerban Stan, pentru Valea Urloiu și Valea Seman, iar Ioniță Stoican, pentru ambele localități Arionești, iar în 1861, Ioan Dumitrescu, pentru Urlați și Arionești, iar Ioan Cristache, pentru Valea Urloi și Valea Seman . Aceasta explică și faptul că la sfârșitul veacului al XIX-lea în Urlați existau 664 de știutori de carte, ceea ce constituie un record pentru acele vremuri.

## Personalități
Nicolae Iorga, după preumblările sale în lungul și în latul țării, consemna în notele de călătorie că un scurt drum pe șoseaua ce se întinde dincolo de pustietatea pietroasă a Cricovului face să se vadă pe dealul din stânga ciudata culă cu clopotniță de biserică și livezi întinse a familiei Belu, grecește Bellios, cu titlul austriac de baronie, căpătat după ce vistierul cu acest nume al lui vodă Caradja întemeiase, pe o cale care a rămas în amintirea poporului, și o vistierie proprie. Acest colț de belșug boieresc și de mândrie stăpânitoare face parte din Urlați, cu numele-poreclă indescifrabil .
Se știe că pe dealurile din preajma Urlațiului poseda un petec de vie pitarul Bărbuceanu Petrescu, tatăl pașoptistului Nicolae Bălcescu. În apropiere, peste Cricovul Sărat, la Valea Orliței (V. Călugărească), mama lui Bălcescu, pităreasa Zinca Bălcescu stăpânea, conform foii de zestre, 12 pogoane de vie, cu case și livadă, unde desigur își petreceau uneori verile, dar mai ales toamna pe vremea culesului viilor și livezilor și unde se pare că s-ar fi născut Constantin Bălcescu (1813 - 1902), ministru de finanțe în guvernul condus de Ștefan Golescu, în vremea lui Cuza, apoi deputat, senator, traducător din greacă și latină, editor, împreună cu Bolliac, al gazetei Espatriatul (Brașov, 1849) și autor chiar – se pare – al unor versuri originale.
De baștină urlățeană era Nicolae S. Basilescu (1860-1938) jurist și economist cunoscut în epocă, cu studii universitare la București (licența în 1881, cu teza Dota în dreptul roman și român), Paris (doctor în Drept în 1884 cu teza Droit international privé. Du conflit des lois en matière de succesion ab intestat. Droit romain. Des conditions essentielles pour la formation du muttum). A fost profesor universitar de drept și economie politică la Iași (din 1893) și București (din 1897), secretar al Camerei de Comerț și Industrie din București (1887), avocat și deputat liberal în mai multe legislaturi. Dintre lucrările pe care le-a publicat spicuim câteva care prezintă interes și azi: Economia politică și ideea socială (1900), L’industrie roumaine (1910), Note sur le chiffre de la population du Royaume de Roumanie (1897), Pentru țărănime (1914), Le rôle de la Roumanie dans la guerre européenne et les revendications de la Roumanie (1915), Studii Sociale, Seria I Talpa Țerei (1902), Seria IV Idealismul Social (1903), Seria V Rolul Social al Femeei(1905) .
Tot urlățean a fost și avocatul Nicolae Anastasiu (1887-1967), cu studii universitare de Drept la București. A făcut politică liberală fiind pe rând consilier comunal, prefect de Prahova (1935-1936) și senator.
Un alt urlățean a fost inginerul Constantin Costandache (1891-?). A urmat Școala de Poduri și Șosele (Politehnica) din București, dar și-a consacrat apoi întreaga activitate problemelor financiare. Amintim dintre lucrările publicate: La solution économique de la crise monetaire (1923), Lichidarea vechilor datorii (1933) ș.a.
Cunoscutul diplomat interbelic Constantin Vișoianu (1897-1994) este și el originar din Urlați. A urmat Dreptul și Filosofia la București și Paris, după care a intrat în Ministerul de Externe, fiind consacrat ca diplomat de carieră. A fost secretar al Comisiei Mixte de Arbitraj de la Paris (1926-1931), membru al delegației române la Societatea Națiunilor de la Geneva (1929-1931), membru în secretariatul Ligii Națiunilor (1931-1933), ministru plenipotențiar la Haga și Varșovia (1933-1937). La 17 mart. 1944, făcea parte din echipa prințului Știrbei, care începea la Cairo negocieri relative la condițiile armistițiului dintre România și Națiunile Unite. În 1944-1945 era ministrul afacerilor externe în guvernele generalilor C. Sănătescu și N. Rădescu, director al revistei Viața Românească și codirector al gazetei Jurnalul de dimineață. După instaurarea guvernului P. Groza pleacă din țară și se stabilește în Elveția, fiind condamnat în țară (în contumacie) la muncă silnică pe viață, în baza simulacrului de Decret-lege din 21 apr. 1945 pentru urmărirea și sancționarea celor vinovați de dezastrul țării sau de crime de război. În exil a fost președintele Comitetului Național Român (1950-1975), calitate în care înființează Fundația universitară Carol I și publicația Voința Românească. A mai fost și președintele delegației românilor în exil la Adunarea Națiunilor Europene Captive.
De sorginte urlățeană a fost și criticul de artă Aurel D. Broșteanu (1904-1984), unul din fruntașii criticii de artă românești, din perioada interbelică. Încă student (la Drept) fiind, este atras de plastică și începe, paralel cu profesia de magistrat, o prodigioasă colaborare cu studii, cronici de expoziție și articole de istorie și critică de artă la reviste de prestigiu. Ținuta acestor studii, baza lor documentară, concluziile logice, ca și stilul ales pe care îl foloseau consacră un cercetător de elită. În 1974, editura Meridiane îi alcătuia o selecție de articole reunite în volumul ...Acest altceva, pictura, în care Andrei Pleșu vedea o fericită îmbinare a calității de cunoscăto” cu aceea de îndrăgostit și de gânditor....
N-am putea să-l trecem cu vederea, din acest lapidar panteon urlățean, pe regretatul dascăl de limbă și literatură română de la Liceul N. Iorga din Ploiești (1947-1948), poetul Lazăr Dimulescu (1909-1959), fiul unor viticultori înstăriți de aici. Urmase Literele și Filosofia la București, iar după obținerea licenței a fost profesor la liceele Sf. Petru și Pavel și N. Iorga din Ploiești. După aug. 1948, când are loc distructiva reformă a învățământului românesc este epurat din rândul cadrelor didactice, pe motive politice (era membru al PNȚ). Oameni de bine îi dau o șansă să supraviețuiască încadrându-l ca muzeograf-custode la noul Muzeu din Urlați. Dar nici aici nu scapă de prigoana comunistă pentru ideile sale politice și într-un timp era arestat și închis. A publicat versuri în prestigioase reviste precum: Revista Fundațiilor Regale, Universul literar ș.a. A murit la doar 50 de ani.
Din viță urlățeană se trage și pictorul Aurel Stoicescu (n. 1920, Urlați). A studiat la Academia de Arte Frumoase din București, pe care a absolvit-o prin 1945, debutând la Salonul Oficial din 1946. A expus cu discontinuitate, în special grafică aplicată, atât în țară, cât și peste hotare. A obținut Medalia de bronz la expozițiile internaționale ale cărții din 1965 și 1971 de la Leipzig pentru ilustrația volumelor: Țiganiada de I. Budai Deleanu și Poezii de George Coșbuc. A realizat câteva lucrări de artă monumentală în București și la Costinești, precum și lucrări de natură ambientală la Muzeul Militar Național.
De proveniență din târgul de pe Cricov este inginerul electronist, dr. în științe matematice Paul V. Constantinescu (n. 1930, Urlați). Desfășoară o activitate didactică și științifică prodigioasă și prestigioasă din care amintim doar: Introducere în programarea automată (1967), Modelarea unitară a genezei și dezvoltării sistemelor (1983), Sisteme ierarhizate (1986), Sinergia, informația și geneza sistemelor (1990)
O imagine a Urlațiului idilic și a locuitorilor săi pitorești ne-a dat Gala Galaction, care l-a vizitat adesea:
"Urlații înfățișează o minusculă urbe patriarhală. La restaurantul lui Petrache – un fel de cămin cultural al locului – am văzut adunați laolaltă: avocați, magistrați, inspectori administrativi, un lăutar și preotul paroh... Fratele meu Dimitrie Pișculescu – un adevărat moștenitor al lui Nicolache Piua-Petrii din Papucii lui Mahmud – este una din columnele de voie bună, de mândrie și de glorie ale Urlaților. Filosof în felul lui, fratele meu n-a avut în fața vieții decât o atitudine: a fi încântat de viață și a o sărbători, de-a pururi, dar nu în chip mistic, ci cu paharul în mână"....
În sprijinul acestui mod de a vedea viața vine și Ionel Teodoreanu cu romanul său Să vină Bazarcă! (1947, apărut postum), unde un lăutar localnic "prin arcușul căruia curge tot vinul vechi de la Urlați", vin care e sprinten la băut, dar și cu o ușoară melancolie care amintește buchetul marelui Cotnar .
În acest Urlați, a cărui față a început să se mai schimbe în ultima vreme, întâlneam în deceniul al IX-lea al veacului trecut pe dascălul Vasile Marin Cucu (1915, Cornurile Ph. - ?), autorul romanelor de nuanță autobiografică: Elevul Marcu (1971), în care urmărea itinerariul dificil parcurs, de fiul unor țărani săraci, prin școală, Pământurile copilăriei (1980) și Calea robilor (1982), dar și pe sculptorul Nicolae D. Iftode (n. 1951, Pl), fiul unei artiste în cusături și în pictură pe sticlă, care s-a apucat de artă după ce o boală grea l-a scos din cadrele ofițerești ale armatei. A cochetat o vreme cu metaloplastia, cu lucrări din rădăcini contorsionate (ca și viața lui, demnă de un roman), cu pictura și sub îndrumarea regretatului N. Kruch și-a găsit drumul propriu în sculptură, obținând și unele distincții care i-au răsplătit truda și realizările .

## Obiective turistice
Orașul Urlați este situat pe Drumul Vinului și face parte dintr-un areal bogat în vestigii istorice de mare
importanță, înconjurate de un cadru natural de o frumusețe deosebită, caracteristică regiunii viticole Dealu Mare. Acest atu ii confera o serie de oportunitati din punctul de vedere al atractivității turistice.
Principalele puncte de atracție turistica sunt reprezentate de monumentele istorice aflate pe teritoriul orașului :
- Crucea lui Constantin Șerban
- Monumentul memorial din piatră
- Casa Domnească din viile Brâncoveanului dispusă în localitatea componentă Valea Crângului.
- Biserica de lemn Adormirea Maicii Domnului din localitatea componentă Valea Seman.
- Biserica Galbenă Sf. Nicolae și Sf. Dumitru din localitatea componentă/cartierul Arioneștii Noi.
- Complexul Bellu, str. Orzoaia de sus nr. 12.
- Biserica de lemn Sf. Mihail și Gavril din localitatea componentă/cartierul Jercălăi.
- Puțul Frumos din localitatea componentă/cartierul Valea Mieilor.
- Monumentul eroilor din războiul pentru întregirea neamului din centrul orașului.

## Transport
Calea de acces în localitate este Drumul Național 1B București – Ploiești – Buzău, din Albești Paleologu la distanța de 4 km, pe Drumul Județean 102 C. De asemenea, orașul este situat la o distanță de 6 km de Gara Cricov.